# Ōshima (1891)
El Ōshima (大島) fue un cañonero a vapor de la Armada Imperial Japonesa que recibió su nombre de la isla de Ōshima, situada frente a la prefectura de Shizuoka.

## Hundimiento
Durante la guerra ruso-japonesa de 1904-1905, el Ōshima participó en el asedio de Port Arthur. El 18 de mayo de 1904, bajo el mando del comandante Hirose Katsuhiko (hermano mayor de Takeo Hirose) colisionó en medio de una densa niebla con el cañonero Akagi y se hundió a primera hora de la mañana siguiente en la bahía de Liaodong, frente a Port Arthur, en la posición 39°01′N 121°08′E / 39.017, 121.133.
El Ōshima fue retirado de la lista de la armada el 15 de junio de 1905.